# Томашевский, Ежи
Ежи Томашевский (пол. Jerzy Tomaszewski; 8 октября 1930 — 4 ноября 2014) — польский историк и политолог, один из создателей Музея истории польских евреев в Варшаве.

## Биография
Родился в Варшаве. В 1954 году окончил Варшавскую школу экономики (тогда под названием Главной школы планирования и статистики), стал заместителем ассистента и ассистентом этого вуза, а затем работал в Институте общественных наук Центрального Комитета ПОРП, Главной школе сельского хозяйства в Варшаве, Институте политических наук Варшавского университета, Институте истории Варшавского университета, Еврейском историческом институте в Варшаве. Член Правления Еврейского исторического института (с 1985 года), заместитель председателя Общества «Еврейский исторический институт в Польше», в 2005 году подписал договор об официальном создании Музея истории польских евреев.
Входил в состав редакций варшавского журнала «Kwartalnik Historii Żydów» («Ежеквартальник истории евреев», по 2000 год под названием: «Biuletyn Żydowskiego Instytutu Historycznego» — «Бюллетень Еврейского исторического института») и выдаваемого в Лондоне исторического журнала «Polin. Studies in Polish Jewry» («Полин. Исследования по вопросу польских евреев»).
Был также членом Союза борьбы молодых, Союза польской молодёжи, Польской объединённой рабочей партии, Программного совета Объединения против антисемитизма и ксенофобии «Открытая Речь Посполитая».

## Научная деятельность
Доктор (1960), хабилитированный доктор (1964), экстраординарный профессор (1972), ординарный профессор (1980).

### Основные труды
- Robotnicy przemysłowi w Polsce. Materialne warunki bytu 1918—1939 (1971), соавтор — Збигнев Ландау
- Polska w Europie i świecie 1918—1939 (1980, 1984, 2005), соавтор — Збигнев Ландау
- Position of Poland in inter-war central Europe in conceptions of politicians (1983)
- Ojczyzna nie tylko Polaków. Mniejszości narodowe w Polsce w latach 1918—1939 (1985)
- Rzeczpospolita wielu narodów (1985)
- Belorussians in the eyes of the Poles 1918—1939 (1985)
- The Polish economy in the twentieth century (1985), соавтор — Збигнев Ландау
- Польская экономика в XX веке (1985), соавтор — Збигнев Ландау
- Wirtschaftsgeschichte Polens im 19. und 20. Jahrhundert (1986), соавтор — Збигнев Ландау
- The socialist regimes of East Central Europe. Their establishment and consolidation 1944—1967 (1989)
- Zarys dziejów Żydów w Polsce w latach 1918—1939 (1990)
- Polish diplomats and the fate of Polish Jews in Nazi Germany (1990)
- Gospodarka Drugiej Rzeczypospolitej (1991), соавтор — Збигнев Ландау
- Mniejszości narodowe w Polsce XX wieku (1991)
- Europa środkowo-wschodnia 1944—1968. Powstanie, ewolucja i kryzys realnego socjalizmu (1992)
- Preludium zagłady. Wygnanie Żydów polskich z Niemiec w 1938 r. (1998)
- Auftakt zur Vernichtung. Die Vertreibung polnischer Juden aus Deutschland im Jahre 1938 (2002)